# Glomma

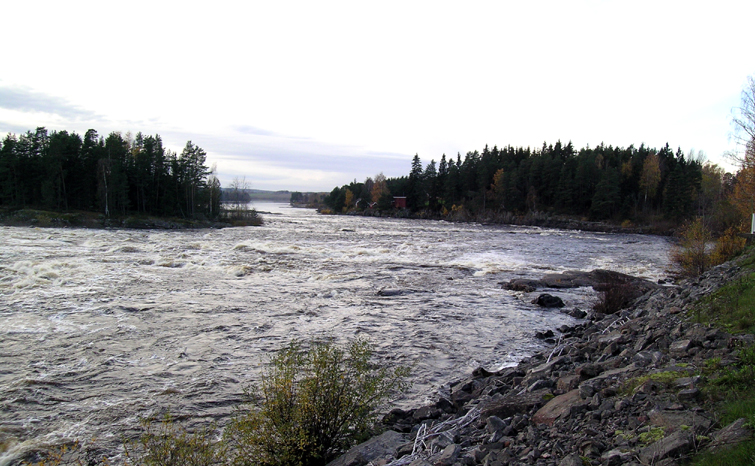
Funnefoss im Oberlauf

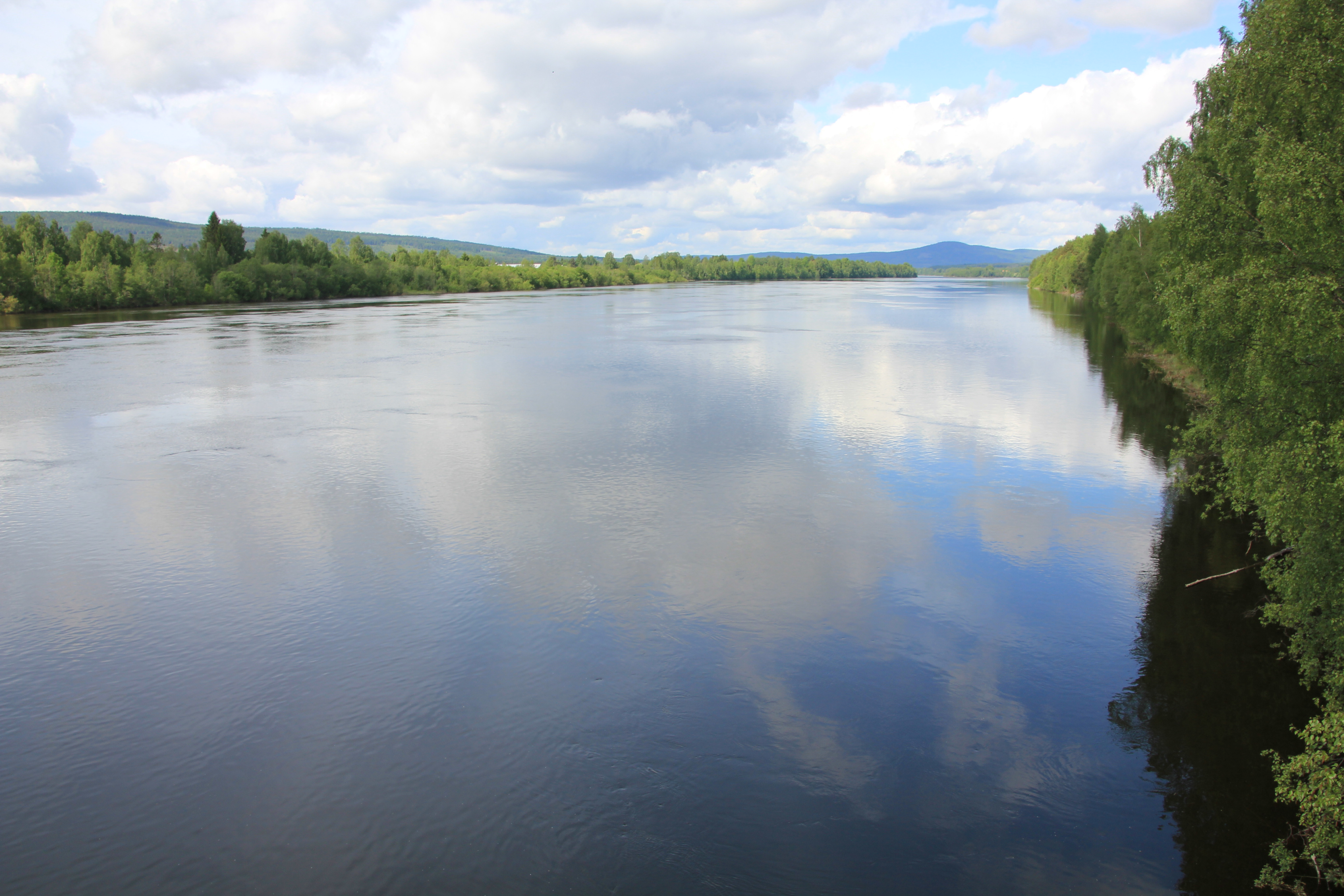
Ruhiger Flussabschnitt im Unterlauf

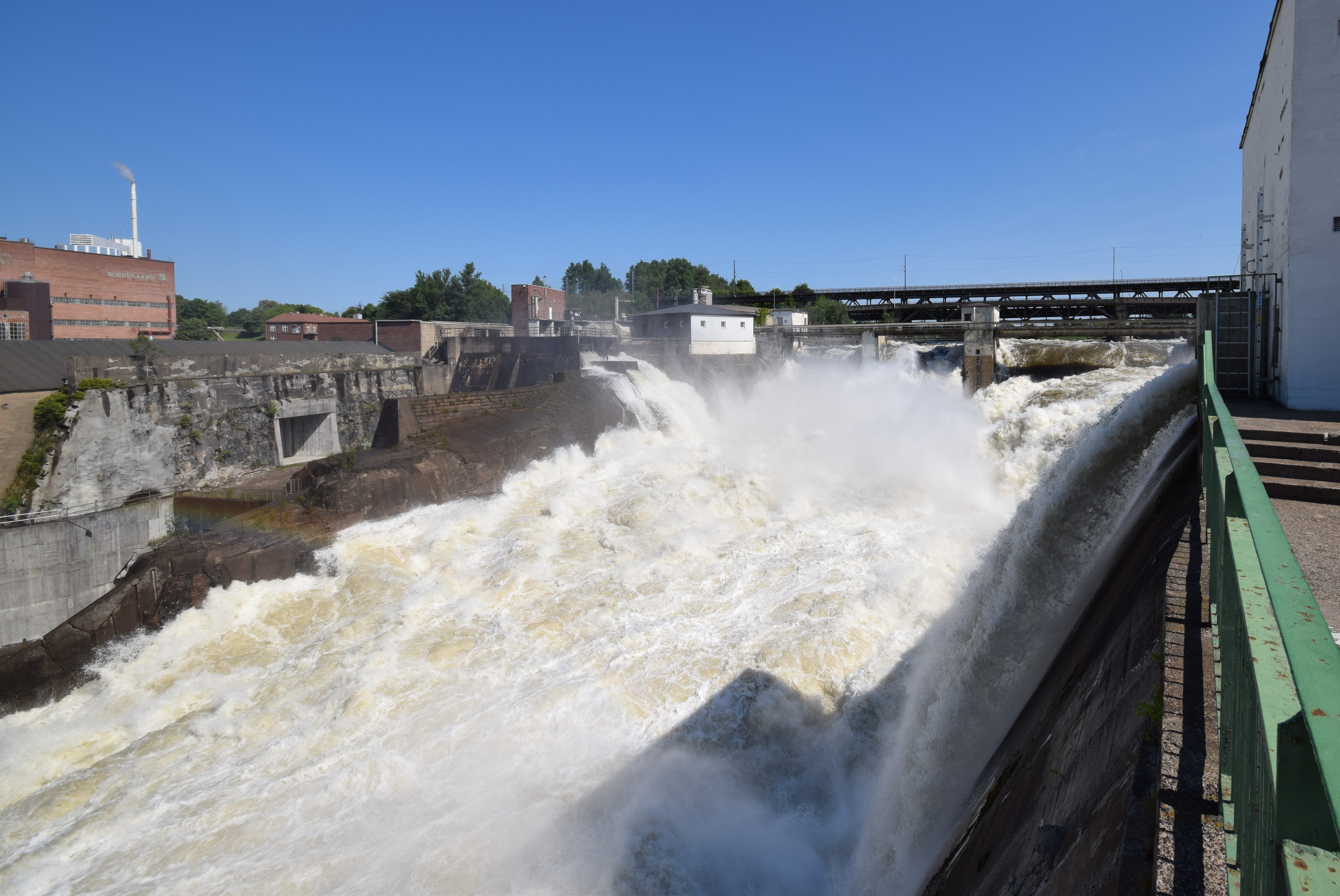
Wasserfall Sarpsfossen

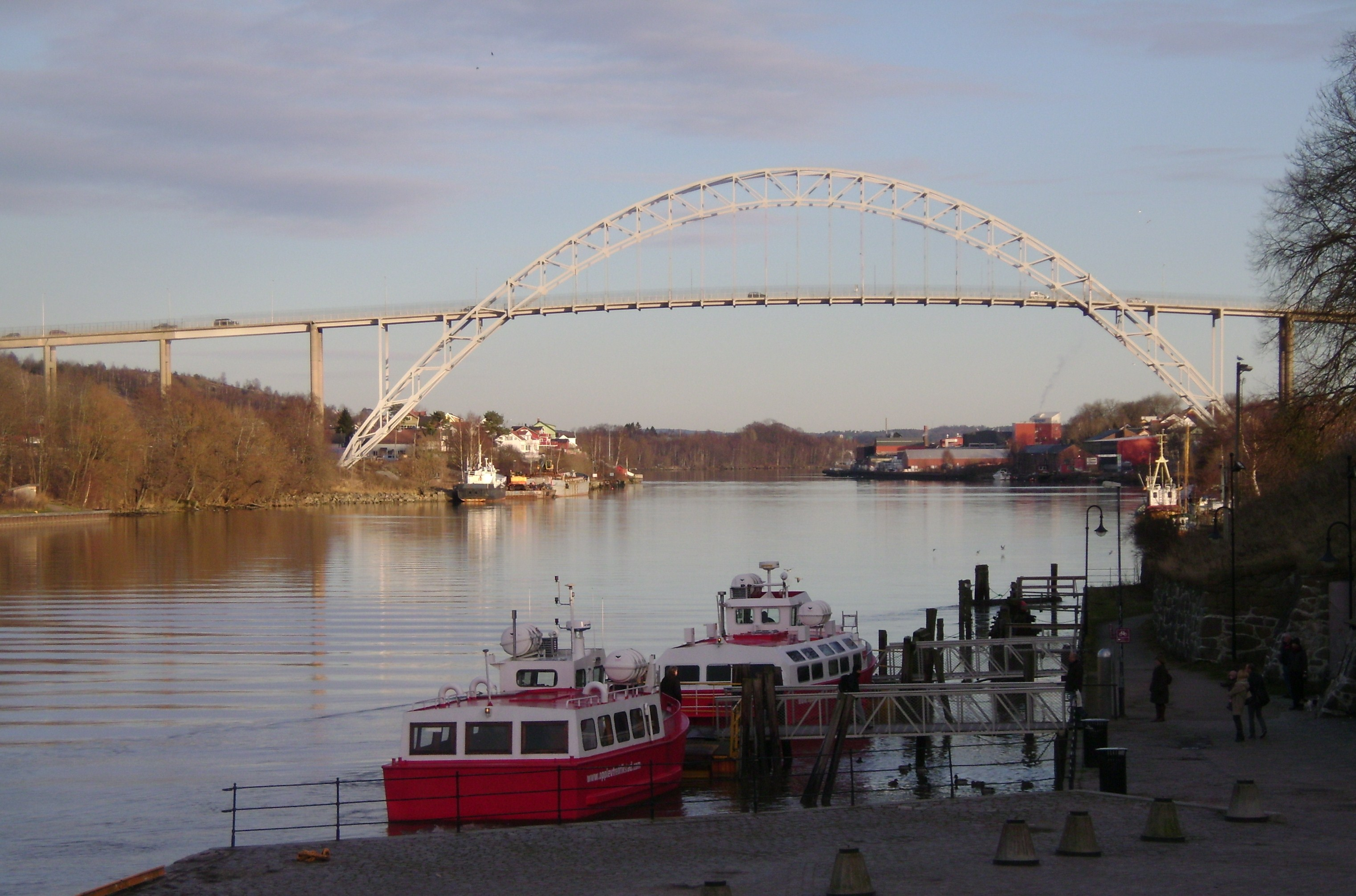
Glomma-Brücke in Fredrikstad

Die Glomma (alternative Schreibweise Glåma) ist mit einer mittleren Wasserführung von fast 700 m³/s der größte Strom Skandinaviens und mit einer Länge von 621 Kilometern der längste Fluss Norwegens.
Der Fluss entspringt als Storelva im Gebiet der mittelnorwegischen Gemeinde Tydal und mündet bei Fredrikstad in den Oslofjord.
Das Einzugsgebiet der Glomma umfasst etwa 13 % der Fläche Norwegens. Im Flusslauf befinden sich zahlreiche Wasserfälle, darunter der 23 Meter hohe wasserreichste Fall Europas, der Sarpsfossen. Der Fluss weist viele seeartige Aufweitungen und Stromschnellen auf. Sie gaben Anlass zum Bau einer Reihe von Kraftwerken, die zusammen 10 Prozent der Energie aus Wasserkraft in Norwegen erzeugen.
Zum reichen Fischbestand des Flusses gehören unter anderem Hecht, Barsch, Äsche, Plötze, Forelle und Lachs.
Im Fluss liegen viele meist unbewohnte Inseln; die größten bewohnten Inseln sind Tunøya als Teil der Stadt Sarpsborg und Rolvsøy als Teil von Fredrikstad. Mitte der 1990er-Jahre wurde im Fluss bei niedrigem Wasserstand der Einbaum Sørumbåten entdeckt.
Der 32 Kilometer lange Glommapfad (Glommastien) führt entlang beider Ufer vom Sarpsfossen zur Altstadt (Gamlebyen) von Fredrikstad unter anderem vorbei am Geburtshaus von Roald Amundsen in Borge.